# 韦伊配对
韋伊配對（英語：Weil pairing），簡單的說，Weil對可將橢圓曲線之撓群（torsion group）上的兩個點，映射到一個特殊有限域之乘法子群上，藉此可將橢圓曲線離散對數問題（ECDLP）投射到一般的離散對數問題（DLP）。
Weil對被用在數論以及代數幾何上，以及橢圓曲線密碼學的ID-based cryptography上。
對於更高維度的阿貝爾簇，相應的理論依然成立。

## 公式
首先選出一個定義在域 K 上面的橢圓曲線 E，以及一個正整數 n > 0 (如果 char(K) > 0, 則 n 必須與 char(K) 互質) 使得 K 包含n次单位根。 則對於{\displaystyle E({\overline {K}})}的n-torsion 已知是order 為n的兩個循環群的笛卡儿积。韋伊配對產生一個n次单位根。
{\displaystyle w(P,Q)\in \mu _{n}}
依據 Kummer 定理，任何 {\displaystyle E(K)[n]} 上的兩個點 {\displaystyle P,Q\in E(K)[n]}, 其中 {\displaystyle E(K)[n]=\{T\in E(K)\mid n\cdot T=O\}} 且 {\displaystyle \mu _{n}=\{x\in K\mid x^{n}=1\}}.
韋伊配對可用以下方式實做。在橢圓曲線 E 基於 K 的代數閉包上的函數體中選擇一個函數 F 與 除子。
{\displaystyle \mathrm {div} (F)=\sum _{0\leq k<n}[P+k\cdot Q]-\sum _{0\leq k<n}[k\cdot Q].}
假如 F 在每個 P + kQ 的點都是一個簡單的零點，且在每個 kQ 的點都是一個簡單的極點，如果這些點都是不同的話。則 F 可以被明確的定義能被乘上一個整數。如果 G 是一個 F 對於 Q 的平移的話。則 G 的結構會有一樣的除子。所以函數 G/F 會是一個常數。
因此如果我們定義
{\displaystyle w(P,Q):={\frac {G}{F}}}
我們將擁有一個非 1 的n次单位根 (因為做n次操作則必為1)。在此定義之下可以推出 w 是可交替且雙線性的，
只要這個配對是位於n-torsion 之中。
韋伊配對配對無法直接擴展到所有的撓點 (只能限制在特定的 n-torsion 的點) 因為不同的 n 會有不同的配對。